# Potamogeton sclerocarpus
Potamogeton sclerocarpus là một loài thực vật có hoa trong họ Potamogetonaceae. Loài này được K.Schum. miêu tả khoa học đầu tiên năm 1894.